# Mouvement wallon

Drapeau de la Wallonie (1998) inspiré du tableau Le coq hardi peint par Pierre Paulus en 1913.

Le Mouvement wallon désigne l'ensemble des mouvements politiques belges francophones qui revendiquent l'existence de la Wallonie comme entité autonome et défendent l'identité de son peuple. C'est également cet ensemble de mouvements qui défend les langues et la culture françaises et wallonnes face aux revendications flamingantes, que ce soit pour préserver la domination du français dans le cadre de la Belgique unitaire suivant la révolution de 1830, ou pour soutenir les droits linguistiques des francophones de Belgique au sens large. Ce mouvement agit dans une perspective linguistique, politique et socio-économique. Représenté par des courants multiples, il a conduit, par ses actions, à des transformations des institutions de l'État belge et sa régionalisation en vue de la création de la Région wallonne.

## Histoire

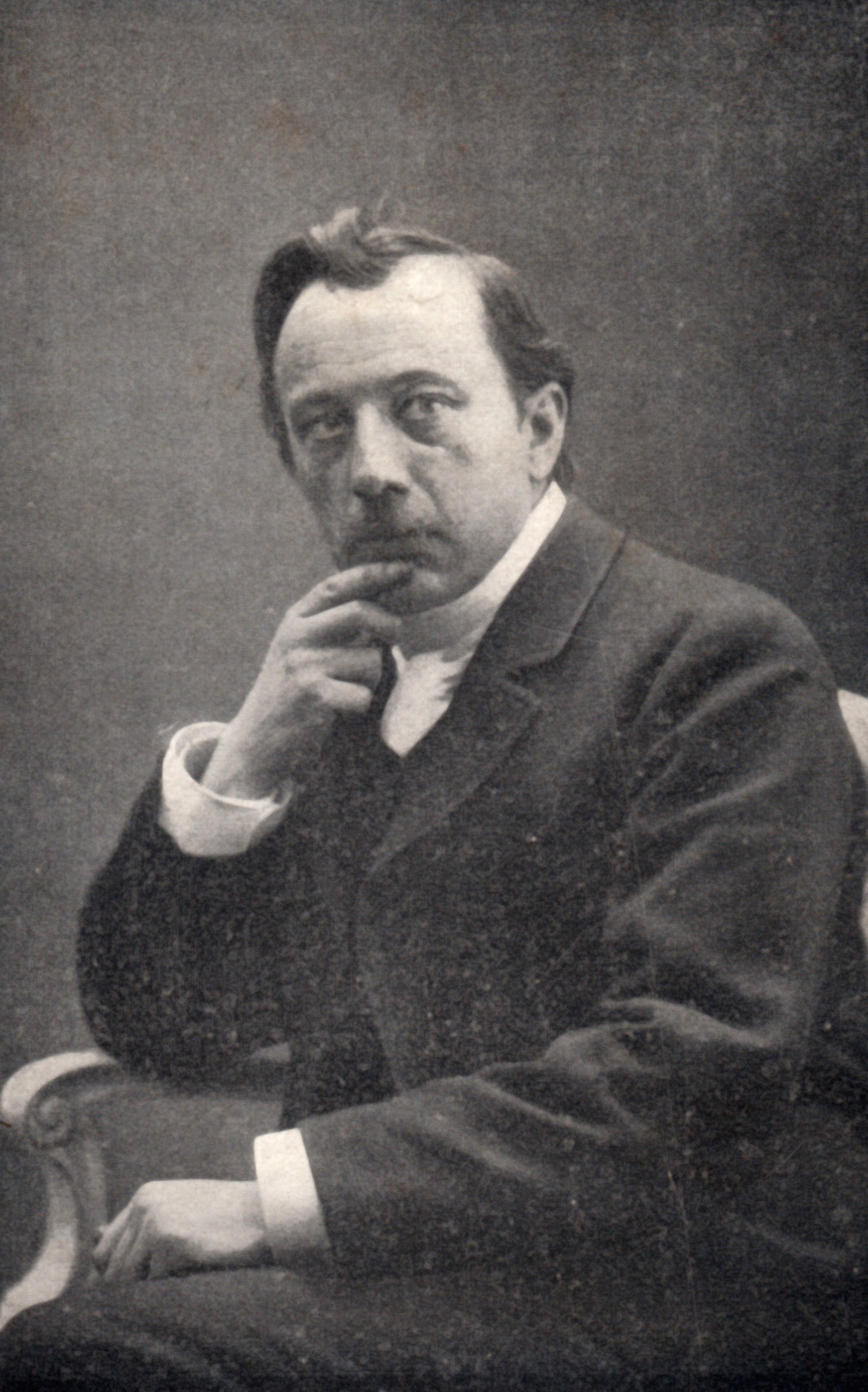
Jules Destrée.

On s'accorde à prendre 1880 comme point de repère initial du mouvement politique wallon, avec la fondation d'un Mouvement de défense wallonne et francophone, en réaction aux premières lois linguistiques des années 1870. Pour des historiens comme Lode Wils, le mouvement est né comme un mouvement de colonisation administrative de la Flandre. Par la suite, il prendra le caractère d'un mouvement revendiquant l'existence d'une Wallonie et d'une identité wallonne, sans abandonner cependant la défense du français. Une Wallonie revendiquée timidement à partir de 1898, mais qui devient la principale revendication dès 1905 avec, comme points d'orgue, le Congrès wallon de 1912 et la Lettre au Roi de Jules Destrée.
La Première Guerre mondiale, et le ravivement de patriotisme national qu'elle suscite, mettront un frein au mouvement qui, dans le même temps, connaît des dissensions. Dès 1930, des militants wallons se rassemblent sous le patronage de la Concentration wallonne, où renaissent les idées radicales de 1912, qui donneront lieu aux lois linguistiques de 1932. Durant la Seconde Guerre mondiale, de nombreux militants wallons se distinguent au sein de la Résistance en formant divers groupements clandestins. Ce conflit mondial radicalisera encore plus le mouvement qui, pour la première fois, parle d'idées indépendantistes, et qui conduira à sa participation active à la Question royale en 1950. Une accalmie s'ensuit, longue d'une décennie, qui prend fin avec la Grève générale de l'hiver 1960-1961 avec, à sa tête, André Renard, et qui allie action syndicale et combat wallingant.
La Question royale de 1950 et la Grève générale de 1960-61 représentent certainement les deux principaux évènements de l'histoire du mouvement, autant par leur intensité qu'en termes d'influence.
En 1962, c'est lors de l'établissement des nouvelles frontières linguistiques que surgira le problème de Fourons.

## Fondements

### Langue française
Le principal fondement de la pensée commune à tous les courants du Mouvement wallon est la promotion et la défense de la langue française. Dans son Catéchisme du Wallon, le comte Albert du Bois répond à la demande : « Démontrez-moi que les Wallons possèdent les traits distinctifs de la nationalité française » par : « C'est trop facile : nous parlons le français et nous ne parlons que le français ». L'unilinguisme en français est l'une des revendications principales du Mouvement wallon, y compris aux dépens des dialectes de la Belgique romane.
Les militants wallons considèrent les Wallons comme une « communauté de langue française ».
Il existe néanmoins des militants wallons qui défendent le bilinguisme, comme Fernand Cocq.

### Wallonie
Concept né en 1886, la Wallonie se trouve au centre de la pensée du mouvement wallon où elle est à la fois « Terre romane » et projet de société. Elle s'est concrétisée par la création de la Région wallonne en 1970.
L'idée qu'une terre romane appelée « Wallonie » existe devient vite incontournable dans la pensée du Mouvement wallon, surtout en la présentant comme « un territoire inviolable aux frontières intangibles ». L'unilinguisme du français revendiqué pour la terre wallonne est aussi un rejet du néerlandais considéré comme une arme de conquête du Mouvement flamand qui doit être combattue « dans ses tendances envahissantes en Wallonie » et dont l'usage pourrait permettre l'enracinement du cléricalisme au sud de la frontière linguistique.
Des historiens comme Maarten Van Ginderacter ou Eliane Gubin analysent même l'importance de la Wallonie comme une vérité immanente — un Ding an sich pour reprendre l'expression kantienne de l'idéalisme allemand utilisée — dans les idées du Mouvement wallon :
« Progressivement, le territoire wallon devient une vérité immanente, une valeur an sich [en soi] avec ses propres droits à respecter. Jules Destrée approuve, de la sorte, la loi d'Égalité (1898) : "je ne croirais pas trahir la ferveur profonde que je garde à ma terre wallonne en mêlant mon suffrage à ceux des cléricaux de Flandre" »

L'idée d'une Wallonie qui a ses propres droits à faire valoir s'illustre aussi par une déclaration du Congrès wallon de 1914 : « Le Congrès émet le vœu de voir les associations wallonnes et de défense de la langue française organiser pendant la période électorale une campagne intense en faveur des droits de la Wallonie ».Identité wallonne

Pour le mouvement wallon, l'identité wallonne est avant tout une identité citoyenne, basée sur la tradition politique française, où le Wallon est une personne ayant la volonté de participer à cette identité. La chose a été bien explicitée dans le Manifeste pour la culture wallonne de 1983. Comme l'a décrit la politologue Anny Dauw : 
« Il ne peut être question d'une identité culturelle de type ethnique où l'accent serait mis soit sur une histoire commune, soit sur une langue commune soit encore sur un caractère commun. Il s'agit d'une identité culturelle où l'accent est mis sur la « volonté » des personnes. Car ce qui est important dans la tradition française, ce n'est pas ce que les gens sont, mais ce qu'ils veulent. »

Une autre chercheuse néerlandophone Denise Van Dam va dans le même sens, insistant sur les aspects socialistes du mouvement wallon : 
«  Comme dans chaque combat où des dominés tentent de prendre leur destin en main, les « dominants » se sentent menacés dans leur position dominante. Qu’il s’agisse de relations entre pays colonisés et pays colonisateurs ou entre État fédéral et régions ou encore entre la capitale et l’arrière-pays, chaque revendication pour plus d’autonomie du plus faible s’accompagne d’une réaction défensive du plus fort. Paradoxalement, les dominés tirent souvent leur force de l’attitude méprisante des dominants. « Parler » des choses donne vie à celles-ci. C’est le cas de la Wallonie qui continue sa lutte sociale-démocrate et qui par celle-ci intègre une nouvelle dimension, à savoir la culture. »
Néanmoins, des aspects plus ethniques apparaissent. L'identité wallonne se définit également par un territoire et une langue : la Wallonie et la langue française. C'est ainsi que pour les militants wallons, les habitants du territoire qu'ils définissent comme Wallonie sont et doivent être considérés comme Wallons : « La Wallonie définit comme Wallons tous ses habitants, quelle que soit leur origine ». Par la langue française, la plupart des wallingants considèrent les Bruxellois francophones comme des partenaires des Wallons voire davantage même si depuis Jules Destrée un sentiment anti-bruxellois est présent au sein du mouvement.

Du côté wallon, examinant une dérive possible encore plus grave, Corinne Godefroid étudie les conceptions de la Wallonie à l'intérieur du mouvement wallon et conclut d'un long article consacré à Race wallonne et mouvement wallon que la dualité belge quel que soit le nom qui lui ait été donné, n'a que rarissimement été considérée comme un cas d'inégalité raciale, d'autant plus que les solutions proposées n'ont jamais été que politiques: 
«  Les solutions finales les plus extrêmes pour remédier au conflit perpétuel entre Flamands et Wallons ont pour nom fédéralisme ou rattachement à la France. »

### Résistance et anti-fascisme
La lutte contre la montée des fascismes et l'engagement des militants wallons dans la résistance belge durant la Seconde Guerre mondiale constituent une étape importante dans la pensée du Mouvement wallon et dans l'identification à une identité wallonne, à tel point que des historiens comme Chantal Kesteloot se demandent si l'engagement dans la Résistance n'est pas le « ciment d'une identité en Wallonie ».

## Empreintes idéologiques

### Francophilie
Un des points communs à l'ensemble du mouvement wallon - tout en n'étant pas son apanage - est son attachement aux traditions politiques de la Révolution française, ainsi qu'à la langue et la culture françaises.
Cette francophilie du Mouvement wallon se cristallise avant et après la Seconde Guerre mondiale, à la fois parce que les militants wallons désirent une politique plus rapprochée avec la France mais aussi en réaction à la montée du national-socialisme en Allemagne et du fascisme en Italie.
Durant l'entre-deux-guerres, le mouvement wallon combat la politique de neutralité, dite des mains libres, de Léopold III en grande partie par francophilie mais aussi en réaction à la position anti-française du mouvement flamand que nombre de militants considéraient comme pro-allemande, à raison pour certains courants flamingants. Dans une Europe où les États démocratiques se réduisaient, à la France et à l'Angleterre, cette orientation de la politique étrangère belge effraya également maints responsables politiques wallons de toutes tendances, tenant la possibilité d'échapper au conflit qui s'annonçait comme illusoire, avec des militants comme Fernand Dehousse, Marcel Thiry, Auguste Buisseret… Selon les militants wallons dont la plupart sont de la gauche radicale, et c'est l'avis donné dans des journaux comme L'Action wallonne, la politique de neutralité prive les Wallons de l'alliance française et les protège illusoirement de la guerre qui, si elle éclate, n'épargnera pas la Belgique. C'est tout cela qui pousse certains milieux plus radicaux du Mouvement wallon comme la Concentration wallonne à aller jusqu'à revendiquer la pleine compétence wallonne en matière de politique extérieure.

Après la guerre, les militants wallons désirent une politique plus rapprochée avec la France et un éloignement d'avec les Pays-Bas, en particulier avec la politique du Benelux : 
« En fait, Le Mouvement wallon est le premier, et quasi le seul, à mettre l’opinion publique en garde contre les implications de Benelux et à réclamer, en contrepartie ou en complément, un rapprochement économique et culturel avec la France. […]Qualifié de version moderne de l’orangisme, le Benelux peut servir une certaine politique flamande. D’après Georges Dotreppe, membre du directoire de la Wallonie libre, le Benelux, né en terre anglaise et tourné vers la Grande-Bretagne et les États-Unis, favorise la politique anglo-saxonne anti-française, ce qui ne sert en rien la Wallonie, sœur de la France. »
 Il est certain aussi que les Wallons minorisés dans l'État belge ne voyaient pas d'un très bon œil le fait de se trouver placés dans un ensemble dont les Néerlandais et les Flamands formaient l'écrasante majorité.
Le rattachisme, courant irrédentiste français au sein du mouvement, illustre également cet amour de la République française avec notamment Albert du Bois qui dans son ouvrage Belges ou Français ? édité en 1903 « dénonce la sujétion des Wallons aux Flamands : ceux-ci ne font d'ailleurs que succéder aux Hollandais, Autrichiens et Espagnols qui ont occupé la Wallonie. L'âme française des Wallons doit les porter à vouloir le retour à « l'œuvre de Quatre-vingt-treize » [1793, l'envahissement des provinces belgiques par les Français] et la destruction des accords internationaux de 1814 et 1830. Il développe la même thèse dans le Catéchisme du Wallon, largement diffusé en cette même année 1903 ».

#### Républicanisme
De l'attachement à la tradition politique française découle un intérêt particulier des militants wallons pour le Républicanisme. Un certain nombre d'entre eux combattent la monarchie belge et essayent de promouvoir le système républicain, que ce soit dans le cadre de la Belgique ou dans le cadre d'une Wallonie indépendante. On peut citer Charles Magnette qui fait en 1911 un des premiers appels en faveur d'une république wallonne. Mais aussi Henri Glineur et Julien Lahaut pour leur cris « Vive la République ! » durant la prestation de serment de Baudouin le 11 août 1950. Cri repris en « Vive la Wallonie et, surtout, vive la République ! » lors de la fêtes de Wallonie à Namur le 19 septembre 1999 par José Fontaine, militant wallon républicain auteur de Le Citoyen déclassé, un livre critique contre la monarchie belge. Dans le cas de Lahaut et Glineur, ce peut être aussi une manière pour le Parti communiste de Belgique en se radicalisant après l'épilogue de la Question royale de mettre fin au déclin électoral brutal qu'il a connu entre 1945 et 1950. En fait, dans le mouvement wallon, le sentiment républicain est un latent, mais il s'amplifia dans le cadre des évènements de la Question royale : 
«  Prenons l'exemple le plus illustratif de cette tendance: la question royale. […] Depuis, l'intérêt pour ce problème ne s'est pas démenti. Il faut dire qu'entretemps, le courant anti-royaliste a gagné en importance dans le mouvement wallon et, dès lors, les historiens ont été interpellés sur la question de la permanence d'un sentiment républicain en son sein. »

### Gauche politique
Le mouvement wallon a toujours été marqué à gauche — libéralisme, socialisme, communisme, gauche chrétienne… — depuis sa création jusqu'à nos jours, même si des éléments plus au centre ou à droite l'ont également animé. Initié dans les cercles de la gauche libérale, il fut rapidement un outil politique pour le cartel libéral-socialiste pour éviter la minorisation face aux conservateurs du parti catholique qui ont principalement leur électorat dans les Flandres. Mais la tentative de cartel échoue lors des élections de 1912, et c'est dans ce contexte que Destrée écrit sa Lettre au Roi et que des émeutes ouvrières ont lieu à Liège et y font trois morts. À l'entre-deux-guerres, la gauche chrétienne se joignit au mouvement wallon, notamment l'abbé Mahieu, Elie Baussart, Jean Bodart, Englebert Renier… Le mouvement wallon fut l'environnement de quelques tentatives de pôle des gauches, comme le Rassemblement démocratique et socialiste wallon qui visait cet objectif durant la Seconde Guerre mondiale.
Une partie des militants wallons considèrent le mouvement comme une incarnation des luttes sociales ainsi qu'un outil pour la cause ouvrière, mais cela a été surtout le cas du renardisme qui, tant sur le plan théorique que pratique, parvient de ce point de vue à une véritable synthèse opérationnelle de 1960 à 1985.
Les militants wallons considèrent souvent la Belgique comme une invention bourgeoise, comme Maurice Bologne qui décrit dans son livre L'Insurrection prolétarienne de 1830 en Belgique une révolution belge ouvrière inspirée de la Révolution de juillet mais trahie par la bourgeoisie.

#### Lutte des classes et renardisme
Jules Destrée a déclaré lors d'un discours le 9 novembre 1913 que « le Mouvement wallon n’est pas, ne peut pas être, de même que le mouvement flamand, une cause de division de la classe ouvrière. Au contraire, chaque fois qu’il ne s’agira que de leurs intérêts de classe, les ouvriers, tous les ouvriers doivent se retrouver unis ». En substance, le mouvement wallon doit d'abord servir la cause ouvrière dans la lutte des classes. On retrouve cet engagement ouvriériste du mouvement wallon avec le renardisme, une idéologie maniant la lutte syndicale et le militantisme wallon. Né de l'esprit d'André Renard, ce dernier l'a très bien résumé : 

« On nous a fait croire à la percée socialiste en Flandre. Il suffit de voir les chiffres. Pour moi, le combat reste entier, mais je choisis le meilleur terrain et les meilleures armes. Pour le moment, le meilleur terrain et les meilleures armes sont en Wallonie, la meilleure route passe par la défense des intérêts wallons. Je suis en même temps socialiste et wallon et j'épouse les thèses wallonnes parce qu'elles sont socialistes. »

C'est cet engagement socialiste dans une optique wallonne qui conduit en 1960 les militants wallons à organiser la grève générale de l'hiver 1960-1961 durant laquelle ceux-ci font non seulement des revendications socio-économiques mais également institutionnelles.
« La grève de l'hiver 60-61 parce qu'elle consomme la division communautaire au sein de la FGTB, qu'elle n'est pas suivie par la CSC majoritairement flamande, mais qu'elle est massivement soutenue dans l'ensemble de la région wallonne, alors déjà consciente de son déclin industriel, va permettre la formulation d'une revendication conjointe de réformes économiques et de modification des structures de l'État belge. Cette double revendication devra, dans un premier temps, être portée en dehors des structures politiques et syndicales existantes. Ce sera le rôle du Mouvement populaire wallon, groupe de pression conduit par André Renard. »
Le Mouvement ouvrier chrétien adoptera le même point de vue avec notamment des gens comme Alfred Califice ou Victor Barbeau. La FGTB wallonne continue à défendre le même point de vue à certains égards, comme lors de l'Appel à compléter le contrat d'avenir en Wallonie de dimensions culturelles.

#### Internationalisme
Les socialistes qui entraient dans le mouvement wallon durent se justifier par rapport à l'idéal internationaliste, comme le fit Jules Destrée qui considérait que « Le Mouvement wallon n’est pas en contradiction avec l’internationalisme. Au contraire, en créant une nation nouvelle, libre et indépendante, il facilite la création d’ententes solides entre les nations, ce qui est par définition l’internationalisme ». Pour la primauté entre l'engagement socialiste et l'engagement wallon, les deux tendances existent : ceux qui se considèrent comme socialistes avant d'être wallons à l'instar de Louis Namèche, et ceux comme Jean-Maurice Dehousse chez qui l'identité wallonne prime sur les idéaux socialistes. Finalement, c'est le renardisme qui opère une synthèse entre l'aspect « national » ou « régional » du mouvement wallon et l'idéal socialiste. Il est à noter que cette question peut se poser aussi aux gens de la gauche libérale, par rapport à l'idée de l'humanisme universaliste, mais aussi aux démocrates-chrétiens ou aux syndicalistes chrétiens. C'est ainsi que Jean Neuville écrivit à propos de Jean Bodart comme d'Élie Baussart
«  L'importance de l'intégration de certains éléments nationalistes (ou du moins ethniques), par ceux qui, voulant nourrir un mouvement qui doit réaliser l'objectif qu'ils se sont fixé, ont constaté que les contradictions économiques sont insuffisantes à cette alimentation. Certains rapprochements avec les prises de positions d'André Renard sur le problème wallon lors de la grève de 1960-1961 et avec les mouvements qui aboutirent à conquérir l'indépendance dans les anciennes colonies, seraient peut-être plein d'enseignements. »
L'idée d'une Wallonie dans un État mondial existe depuis assez longtemps. Les discussions lors du congrès wallon de 1949 se consacrent à la place de la Wallonie dans la perspective d'une Europe unie ou d'un État mondial. La revue Toudi, dans le cadre d'une identité post-nationale basée sur la pensée de Jean-Marc Ferry, a affirmé récemment «Wallons donc internationalistes» lors d'un débat avec les tenants du rattachisme.

En 1965, François Perrin et Pierre Bertrand créent le Parti wallon des travailleurs qui dans le programme politique se réclame du double héritage wallon et socialiste de Jules Destrée : 
« Reconnaissance des nations wallonne et flamande, autonomie de la Flandre et de la Wallonie, fédéralisation de la Flandre et de la Wallonie, en attendant la fédéralisation des nations européennes ou, mieux encore, leur "internationalisation" comme disait Destrée. »

## Courants internes
Il y a plusieurs grandes tendances dans le mouvement wallon, depuis la défense de l'unilinguisme francophone en Belgique - courant aujourd'hui disparu - à l'indépendantisme de la Wallonie en passant par l'autonomie fédérale ou confédérale et le rattachement de la Wallonie à la France ainsi que de la défense des droits linguistiques des Francophones de Bruxelles et de sa périphérie.

### Belgicisme unilingue
La défense de l'unilinguisme officiel en français est le courant historique du mouvement wallon, courant qui a aujourd'hui disparu.
Les militants d'alors sont attachés au « contrat belge » qui selon eux était de se parler en français dans les aspects officiels de la vie dans la nouvelle Belgique. Cela s'explique par le fait qu'en 1830, les révolutionnaires belges qui construisent le jeune état décident de ne reconnaître que le français, à la fois pour freiner l'influence des Pays-Bas dont ils viennent de se séparer mais aussi parce qu'ils sont issus d'une bourgeoisie francophile et pour la plupart attachés aux idées de la Révolution française, enfin en raison du prestige de la langue française parlée en Belgique par les élites et une partie du monde populaire.
Un mouvement flamand se crée rapidement pour reconnaître la langue néerlandaise. Les premiers militants wallons mettent en place alors un mouvement de défense francophone destiné à lutter contre la reconnaissance officielle du néerlandais. Les militants de l'époque sont de la bourgeoisie francophone et libérale, et principalement de Bruxelles et des provinces néerlandophones, car beaucoup travaillent dans l'administration où l'introduction d'une autre langue leur aurait été préjudiciable.
Ce courant commence à rapidement disparaître dès 1898, année de la loi Coremans-De Vriendt qui reconnaît le néerlandais.

### Défense des francophones
La défense des francophones et de la langue française, en dehors du belgicisme unilingue, commence dès la fin de ce cadre. Divers organismes le représentent, comme la Ligue contre la flamandisation de Bruxelles dans les années 1930. Cette ligue se battra pour un régime bilingue pour les communes de Berchem-Sainte-Agathe et Ganshoren, communes se trouvant encore en périphérie Bruxelloise jusqu'à leur annexion à Bruxelles en 1954, et qui selon la ligue « comptent 40 à 50 pour cent d'habitants de langue française ». Mais par contre elle se battra contre un régime bilingue concernant la commune d'Ixelles où selon elle il n'y a que « 11 pour cent de Flamands ».
Ce courant a repris plus d'ampleur à la remise en cause des recensements linguistiques et de la fixation de la frontière linguistique en 1962-1963. Dès les élections de 1965, un parti appelé Front Démocratique des Bruxellois Francophones (FDF) se présente et décroche trois sièges de députés et un de sénateur.

### Autonomisme
Ce courant apparaît pour ainsi dire la première fois le 15 mars 1898, dans L'Âme wallonne. Ce journal de la Ligue wallonne de Liège publie en première page un plaidoyer en faveur de la séparation administrative du pays : « prenons ouvertement l'offensive et poursuivons dès aujourd'hui l'obtention d'un régime séparatiste, avant qu'on ne nous ait dépouillé et réduit plus encore ».

L'autonomie varie du fédéralisme au confédéralisme dans le cadre belge selon les militants wallons autonomistes mais il existe aussi des autonomistes promouvant l'autonomie dans un cadre européen où n'existeraient plus qu'un pouvoir européen et une fédération d'États-régions. Dans cette dernière optique du fédéralisme, «la dynamique wallonne est associée à la dynamique européenne » depuis fort longtemps. Dès l'entre-deux-guerres, Jules Destrée fait la promotion du fédéralisme européen qu'il présente comme son salut, en établissant un parallèle avec le salut de la Belgique. Dans le même esprit, Freddy Terwagne le rejoint en déclarant en 1970 que le nationalisme est mort. Le club CRéER, en suivant l'engagement wallon et européen de Jean Rey, ont rappelé le lien entre fédéralisme européen et projet européen dans leur manifeste de 1976 : 
« Sans l'unité européenne, les régionalismes ne sont que des séparatismes toujours inachevés qui s'épuisent dans leur exaspération. »
C'est également la position de Wallonie Région d'Europe.

### Indépendantisme
Le courant indépendantiste au sein du mouvement wallon est le plus jeune. Le premier projet d'indépendance complète de la Wallonie naît durant la Seconde Guerre mondiale, au sein du Rassemblement démocratique et socialiste wallon (RDSW), groupe essentiellement liégeois, constitué à la fin de 1942 et regroupant des hommes politiques et militants wallons libéraux et socialistes. Le RDSW a pour but de créer un parti unique de gauche (sans succès) et d'être un groupe de travail, auquel participent le libéral Fernand Schreurs et le socialiste Fernand Dehousse, sur le statut futur de la Wallonie. Le projet d'indépendance sera écrit en novembre 1943, après le départ des fédéralistes, sous la forme d'un projet de Constitution pour une république wallonne. Son principe repose sur « la formation d’un État wallon indépendant, susceptible de s’associer avec un État flamand et un État bruxellois, mais intégré dans le système défensif de la France ».
Le projet du RDSW sera présenté durant le Congrès national wallon de 1945 mais ne recevra durant le « vote sentimental » que 154 voix sur 1 048 votants, soit 14,6 %. Après ce congrès, ce courant reste discret jusque dans les années soixante.
C'est durant la grève générale de l'hiver 1960-1961 — une des périodes les plus influentes et violentes du mouvement — qu'apparaît le renardisme, courant fédéraliste pour une Wallonie socialiste et syndicale Mouvement populaire wallon. L'âpreté des événements a fait croire que les choses devaient aller très loin, à la limite vers l'instauration d'une République populaire : Dans une déclaration à la Chambre des représentants de Belgique, le 17 janvier, le ministre de l'intérieur Lefebvre déclare qu'un plan d'action concerté a été mis au point et que la Sûreté procède à des investigations pour vérifier cette thèse. Maurice Chaumont, professeur à l'Université catholique de Louvain a même procédé à une enquête mettant en avant les réticences de la base ouvrière par rapport au fédéralisme : le fédéralisme heurte en quelque sorte la tradition d'apolitisme de la base syndicale wallonne et liégeoise en particulier, laquelle est surtout hostile à l'organisation nationale, à la bureaucratie syndicale et à l'ordre établi. La revendication du fédéralisme, en ce qu'elle représente un changement par rapport au discours traditionnel, touche toutefois les travailleurs dans leur insatisfaction. Et cela même si, le 13 janvier, 400 élus socialistes wallons se réunirent à Saint-Servais pour réclamer en faveur du peuple wallon le droit de disposer de lui-même. Mais cette démarche prépare en fait une rencontre avec le roi Baudouin Ier qui aura lieu le lendemain.
Durant les années septante et la décennie suivante, naissent plusieurs partis comme le Rassemblement populaire wallon et le Front pour l’Indépendance de la Wallonie dont le programme est l'indépendance de la Wallonie mais après plusieurs échecs électoraux, surtout celui des élections européennes du 17 juin 1984, ce courant retombe dans l'ombre. C'est le courant rattachiste qui aujourd'hui rassemble les militants wallons mécontents du résultat des réformes institutionnelles en faveur de l'autonomie de la Wallonie dans le cadre de la Région wallonne.

### Rattachisme

Carte de la France métropolitaine avec la Wallonie intégrée comme région française à part entière.

Le rattachisme, ou réunionisme comme préfèrent l'appeler ses partisans, est un courant irrédentiste prônant la réunion de la Wallonie, éventuellement accompagnée de Bruxelles, à la France. Ses partisans mettent en avant le fait que Français et Wallons parlent le français, adhèrent à la même culture et ont un mode de vie et des mœurs similaires. Même en dehors de ce courant bien précis, l'idée rattachiste est sous-jacente dans les autres tendances. D'autres y songent mais n'en font pas un objectif politique déclaré.
Il existe des rattachistes depuis les tout débuts de la Belgique, comme Alexandre Gendebien, mais il faut attendre 1902 pour en voir spécifiquement dans le mouvement wallon avec le comte Albert du Bois et son Catéchisme du Wallon qui affirme l'identité française. Ce dernier participa à l'édition de la revue Réveil wallon clairement francophile et rattachiste.
Ce courant est aujourd'hui représenté par le parti Rassemblement Wallonie France.

Drapeau de la France marqué en son centre du coq wallon, utilisé par les partisans de la réunion de la Wallonie à la France.

## Partis politiques
- Union pour la Wallonie
- Mouvement Citoyens Wallons
- Parti France
- Parti Républicain Wallon
- Rassemblement Wallon
- Rassemblement Wallonie-France
- Rassemblement Populaire Wallon
- Républicains

## Implications dans la politique belge et la société wallonne
Le mouvement wallon a largement contribué à la situation institutionnelle existante en Belgique. Il en est même le principal artisan selon certains historiens comme Lode Wils : 
« N'oublions pas que la fédéralisation [de la Belgique], dans son ensemble, a été mise en œuvre sur la base des revendications des Wallons. Si on la présente aujourd'hui comme une grande victoire flamande, il s'agit typiquement de propagande flamingante. »
Le mouvement wallon, dont beaucoup de militants ont eu des hautes fonctions en politique, a puissamment aidé à créer le fédéralisme belge, que d'aucuns qualifient de contrefédéralisme, qui met en avant deux Communautés. Dès la rupture entre unitaristes de l'Assemblée wallonne et fédéralistes en 1923, le courant autonomiste représenté par Jules Destrée va devenir le plus important et va pousser à un fédéralisme à trois Régions, choix qui sera formellement confirmé lors du second vote au Congrès national wallon de 1945. Cette solution de fédéralisme à trois sera promue constamment par la majorité des militants wallons et trouve son aboutissement dans les réformes de la Constitution votées de 1970 à 2003, dans la mesure où seuls les Parlements des trois régions sont directement élus.
Ces réformes votées par le Parlement belge depuis 1970 qui ont conduit à la création d'une Région wallonne satisfont les tenants du fédéralisme et dans une moindre ceux du confédéralisme. Ces derniers comme José Fontaine voient dans le fédéralisme belge des traits du confédéralisme comme le principe de la compétence exclusive, rendant les entités fédérées compétentes sur la scène internationale pratiquement sans possibilité de veto de la part de l'État fédéral, et l'absence de hiérarchie des normes, c'est-à-dire que les décrets régionaux et les lois fédérales ont la même valeur juridique. Cependant l'ambivalence du fédéralisme - trois Régions / deux Communautés - ne les satisfait pas tous, certains désirent la suppression de la Communauté française de Belgique avec le transfert de ses compétences en matière de culture et d'enseignement vers la Région wallonne, c'est le cas de la revue TOUDI de José Fontaine et du Mouvement du Manifeste Wallon.
Les courants rattachistes et indépendantistes sont naturellement insatisfaits de la Belgique fédérale d'aujourd'hui mais leurs partis qui se présentent aux élections ne réussissent plus à élire des représentants depuis 1995.